# Kurt Adler
Kurt Adler (Jindřichův Hradec (Neuhaus), 1º marzo 1907 – Butler, 21 settembre 1977) è stato un direttore d'orchestra, direttore di coro, pianista e compositore austriaco naturalizzato statunitense; era molto noto come maestro del coro e direttore principale della Metropolitan Opera di New York dal 1943 al 1973. Ha diretto in Austria, Germania, Russia, Cecoslovacchia, Ucraina, Stati Uniti, Canada, Messico, Jugoslavia, Romania, Bulgaria e Ungheria.

## Biografia

### Primi anni
Kurt Adler nacque a Jindřichův Hradec/Neuhaus, Regno di Boemia (ora Repubblica Ceca), durante l'Impero austro-ungarico da una famiglia ebrea borghese. Era l'unico figlio di Siegfried Adler (nato il 26 giugno 1876 a Luka nad Jihlavou, Boemia), proprietario di una fabbrica tessile, e Olga (Fürth) Adler (nata il 3 aprile 1882 a Sušice/Schüttenhofen, Boemia (ora Repubblica Ceca). Entrambi i genitori furono assassinati dalla Gestapo durante la seconda guerra mondiale, dopo essere stati deportati nel Ghetto di Izbica, che fungeva da campo di trasferimento, nel Campo di sterminio di Bełżec in Polonia il 15 maggio 1942. I suoi nonni paterni, Jakob e Eveline Adler sono sepolti a Neuhaus (now Jindřichův Hradec), cimitero ebraico, mentre i suoi nonni materni, Albert e Katherine Fürth, sono sepolti a Sušice (Schüttenhofen), Boemia (ora Repubblica Ceca).
Durante gli anni '30 molti musicisti ormai famosi, tra cui Adler, emigrarono negli Stati Uniti per sfuggire al nazismo. Adler partì per gli Stati Uniti il 9 ottobre 1938. Salpò da Rotterdam, Olanda nel 1938 sulla "SS Statendam". La nave fu poi distrutta nel Bombardamento di Rotterdam. Fu naturalizzato il 21 marzo 1944.

### La vita nell'arte e negli studi umanistici
Kurt Adler iniziò la sua carriera professionale in Germania nello staff musicale della Staatsoper Unter den Linden. Successivamente collaborò con il famoso Teatro dell'Opera tedesco di Praga (dove hanno prestato servizio anche Rudolf, Szell e Schick) e con il Teatro dell'Opera Municipale di Berlino. Entrò a far parte del Metropolitan Opera nel 1943, sotto la direzione di Edward Johnson, poi in collaborazione con Rudolf Bing, direttore generale, dal 1945 al 1973.
L'annuncio alla stampa del Maestro Adler al momento della sua assunzione come Maestro del Coro del Metropolitan Opera di New York City diceva:

### Formazione musicale
Kurt Adler iniziò a studiare musica all'età di sei anni sotto il cantore Jacob Fürnberg,  Neuhaus. URL consultato il 7 febbraio 2023 (archiviato dall'url originale il 23 luglio 2010).), la sua prima apparizione pubblica fu all'età di quattordici anni.
La sua intera educazione musicale è stata a Vienna, in Austria. Altri insegnanti includono il Prof. Richard Robert, Fanny Boehm-Kramer, il Prof. Alexander Manhart (1875-1936) (pianoforte); Prof. Karl Weigl (1881–1949), Prof. Guido Adler (1855–1941), Prof. Wilhelm Fischer (1886–1962) (teoria); Prof. Ferdinand Foll (1867–1929), anche Hermann Weigert (1890–1955), Erich Kleiber (1890–1956) (direzione). Nel 1925 si diplomò all'Akademisches Gymnasium di Vienna. Nel 1927 conseguì la laurea in Musicologia presso l'Università di Vienna, corrispondente al Master of Arts, Facoltà di Filosofia dell'Università di Vienna.

### Lingue
Inglese, tedesco, ceco, russo, francese, italiano, spagnolo, latino, greco, rumeno, yiddish, ebraico.

### Impegni
- 1927–29  Assistente direttore d'orchestra, Staatsoper Unter den Linden. Prima opera diretta, Peer Gynt (Grieg).
- 1929–32  Direttore d'orchestra, Praga Opera di Stato di Praga.
- 1932–33  Direttore d'orchestra, Municipal Opera House di Berlino.
- 1933–38  Dirige concerti sinfonici e opere liriche in tutta Europa.
- 1933  Direttore di concerti orchestrali, Vienna Grosser Musikvereinssaal.
- 1933  Fondatore della Compagnia Unio Opera, Vienna.
- 1933–35  Primo Direttore a Kiev, dell'Opera Nazionale dell'Ucraina.
- 1935–37  Fondatore, direttore musicale e primo direttore dell'Orchestra Sinfonica di Stalingrado (U.S.S.R.).
- 1938–43  U.S.A. Dirige concerti ed esegue concerti come pianista in tutti gli Stati Uniti e in Canada.
- 1938–39  Pianista, tre tournée transcontinentali degli Stati Uniti.
- 1939-41  Direttore musicale, Friendship House,[9] New York City.
- 1943  Assistente alla direzione di Leopold Stokowski, Metropolitan Opera, New York City.
- 1943–73  Maestro del Coro e Direttore, Metropolitan Opera, New York, New York (USA).
- 1944–47  Direttore musicale, Opera Nacional e Opera de Mexico, Città del Messico.
- 1952  Direttore musicale, Central City Opera Festival, Central City, Colorado.
- 1954  Direttore musicale di spettacoli d'opera al Teatro Greco, Hollywood, California.

Direttore di numerose trasmissioni e rappresentazioni televisive di musica lirica e sinfonica.

### Posizioni didattiche
- 1929–32 Organizzatore e Direttore dell'Orchestra Studentesca dell'Accademia Tedesca di Musica (Deutsche Akademie für Musik und darstellende Kunst in Prag), Praga, Cecoslovacchia.
- 1934–35 Direttore d'orchestra del Conservatorio di Kiev di Musica, Kiev (Ucraina).
- 1935–37 Professore di Opera al Conservatorio di Musica, Stalingrado (U.R.S.S.)
- 1938–41 Insegnante di pianoforte, teoria; lezioni di musica da camera; allenatore; Città di New York.

## Citazioni
- Alla domanda: "Cosa considera un suo risultato eccezionale?" Risposta: "Essere scampato a Hitler, avere fondato e diretto la prima Orchestra Sinfonica di Stalingrado". Alla domanda: "Cosa l'ha aiutato di più nella tua carriera?" Risposta: "Onestà artistica, senso dell'umorismo, trattamento dei colleghi artisti (cantanti, coro, orchestra) con la massima considerazione per i loro valori di esseri umani". Alla domanda: "Qual è stata la sua esperienza musicale più elettrizzante?" Risposta: "La prima volta che ho sentito Toscanini dirigere con la Scala nel 1928". Alla domanda: "Se non avesse scelto la sua carriera attuale, quale sarebbe la sua seconda scelta?" Risposta, "non avrei talento per nient'altro". Alla domanda: "La maggior parte dei suoi amici sono musicisti?" Risposta, "tutti i tipi di intellettuali."[2]
- "Molti strumentisti e cantanti insistono nel mettersi in primo piano. Tuttavia, sebbene possano essere personalità forti o avere una completa padronanza del loro mezzo, non li definirei comunque veri artisti. Un vero artista deve essere umile. La vanità è stata il fulcro di molte carriere virtuosistiche, ma è stata anche la fine di un'autentica crescita artistica. Psicologicamente, un accompagnatore e un allenatore devono cercare di cercare e capire dove risiedono le radici della maestria del suo solista. Queste radici sono tanto varie quanto i singoli artisti. La fede, religiosa, metafisica o materialista, è una delle radici più forti, la fede in se stessi ne fa parte. Alcuni grandi artisti, Richard Wagner, per esempio, erano estremamente egocentrici, compensando questa mancanza predicando l'altruismo nelle loro opere. Questo ci porta ad un'altra radice dell'abilità artistica: compensazione per le carenze della propria costituzione, espiazione per peccati ed errori reali o immaginari. Una terza radice molto importante è la ribellione contro la famiglia, l'educazione o un destino avverso. Tra coloro che si ribellano ci sono alcuni dei nostri più grandi artisti, che sono diventati quello che sono superando avversità apparentemente schiaccianti. L'autocompiacimento non è un buon stimolo per l'abilità artistica."[10]
- "Nel vostro mondo di valori in rapida evoluzione, graditi i cambiamenti quando sono il risultato del progresso tecnico e scientifico, anche i valori spirituali, etici e artistici tendono a cambiare, ma molto più lentamente, e non sempre in meglio. Quale futuro porterà, nessuno può dirlo. Vorrei azzardare l'opinione che le prospettive che si aprono per noi ci renderanno più umili, più interessati ai valori interiori o spirituali. I nostri progressi tecnologici dovrebbero darci più tempo; avremo bisogno di cultura ed essere in grado di permettercelo."[11]

## Pubblicazioni
- 1943 Adler, K.: Songs of many wars, from the sixteenth to the twentieth century. New York, Howell, Soskin 1943, p. 221. Edito e arrangiato da Kurt Adler. (Una raccolta di canzoni di combattimento che persone oppresse di tutti i tempi e nazioni hanno cantato nella loro lotta contro la tirannia.)
- 1953–1956 Adler, K.: Operatic anthology: celebrated arias selected from operas by old and modern composers, in five volumes / compiled by Kurt Adler. New York, G. Schirmer c1953–1956. Edito e arrangiato da Kurt Adler.
- 1955 Adler, K.: Famous operatic choruses. New York, G. Schirmer c1955, Edito e arrangiato da Kurt Adler.
- 1956 Adler, K.: The Prima donna‘s album: 42 celebrated arias from famous operas. New York, G. Schirmer c1956, Edito e arrangiato da Kurt Adler.
- 1960 Adler, K.: Songs From Light Operas for soprano. New York, G. Schirmer 1960, Edito e arrangiato da Kurt Adler.
- 1965 Adler, K.: The art of accompanying and coaching. Minneapolis, University of Minnesota Press 1965.
- 1967Adler, K.: Phonetics and diction in singing: Italian, French, Spanish, German. Minneapolis, University of Minnesota Press 1967.
- 1968 Adler, K.: Duets from the great operas, for soprano and baritone. New York, G. Schirmer 1968, Edito e arrangiato da Kurt Adler.
- 1968 Adler, K.: Duets from the great operas, for soprano and tenor. New York, G. Schirmer, Edito e arrangiato da Kurt Adler.
- 1971 Adler, K.: The art of accompanying and coaching. New York, Da Capo Press
- 1974 Adler, K.: Phonetics and diction in singing: Italian, French, Spanish, German. Minneapolis, University of Minnesota Press, 2nd ed.
- 1975–1977 Adler, K.: Operatic anthology: celebrated arias selected from operas by old and modern composers, in five volumes / Edito e arrangiato da Kurt Adler. Rochester, N.Y., National Braille Association 1975–1977.
- 1976 Adler, K.: The art of accompanying and coaching. New York, Da Capo Press
- 1980 Adler, K.: The art of accompanying and coaching. New York, Da Capo Press
- 1985 Adler, K.: The art of accompanying and coaching. New York, Da Capo Press

## Vita privata

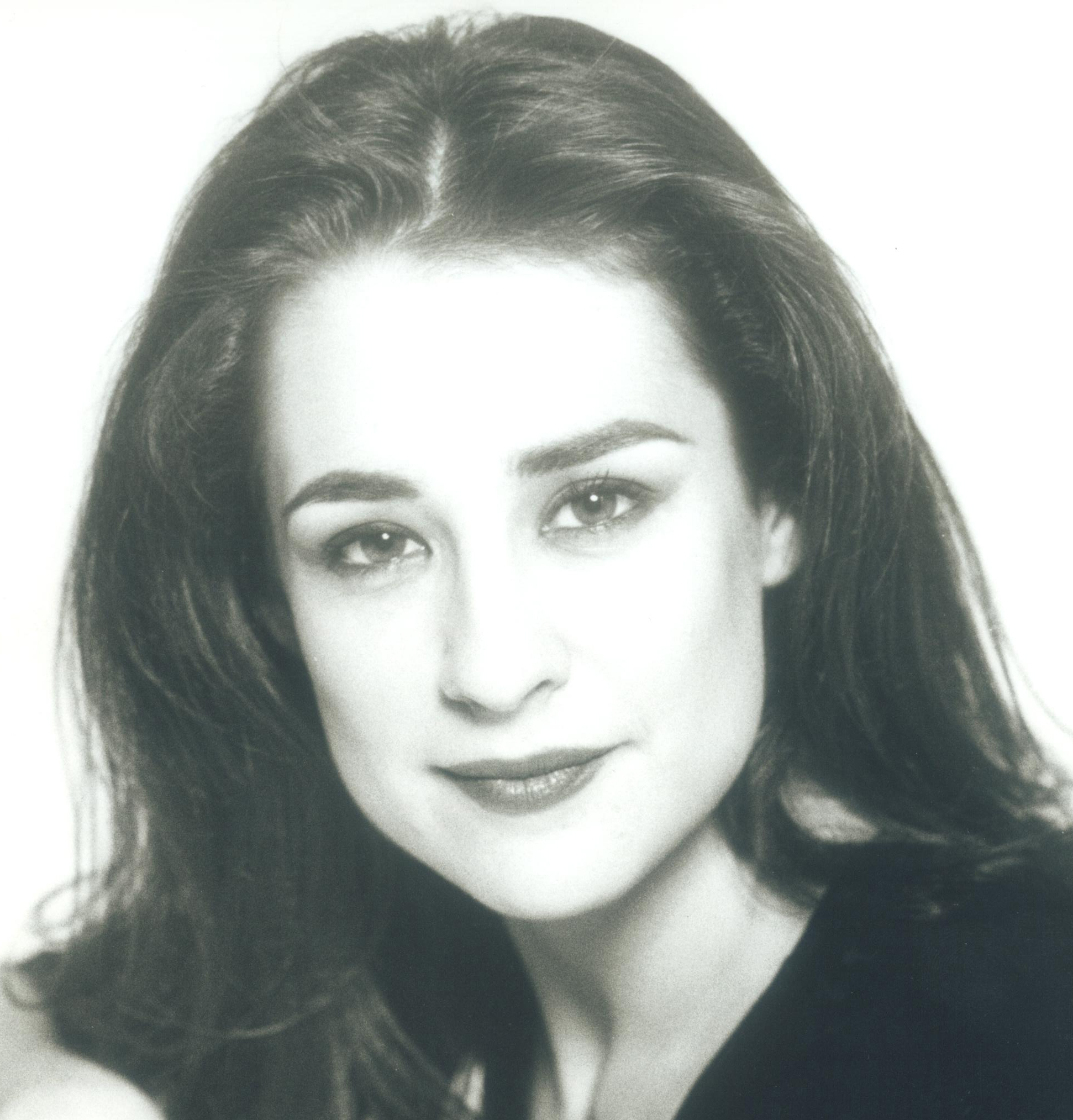
La figlia Eveline Adler, fine anni '90, New York City

Il 10 marzo 1948 Adler sposò Irene Hawthorne (1917–1986) (nome di nascita Irene McNutt), ex prima ballerina solista del Metropolitan Opera House.
Il 16 settembre 1965 Adler sposò Christiane Tocco. Una figlia: Eveline
Il 21 settembre 1977 Adler morì a casa nel sonno, a Butler, nel New Jersey, di uremia/glomerulonefrite cronica.
I suoi hobby comprendevano il collezionismo di francobolli e di libri.
Tra gli sport che praticava figurano calcio, hockey su prato (All Austrian 1926), atletica leggera, nuoto, tennis e ping-pong.
I suoi strumenti erano pianoforte, organo, armonica, clavicembalo e celesta